# Ora R1

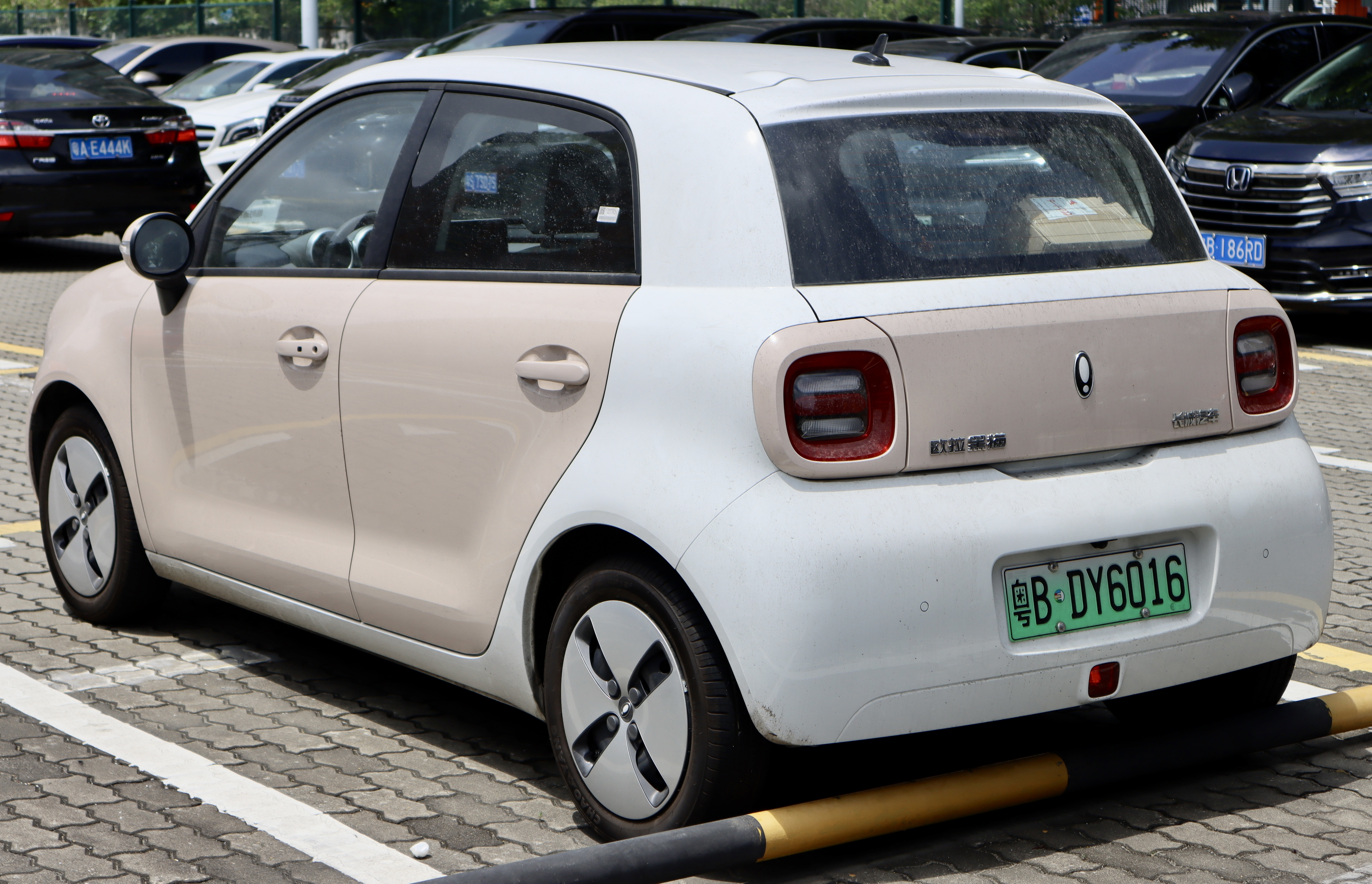
Heckansicht

Der Ora R1 ist ein batterieelektrisch angetriebener Kleinstwagen der zum chinesischen Automobilhersteller Great Wall Motor gehörenden Marke Ora. In China ist das Fahrzeug auch als Heimao (ins Deutsche übersetzt: schwarze Katze) bekannt.

## Geschichte
Erstmals gezeigt wurde der R1 gemeinsam mit dem R2 im April 2018 auf der Beijing Auto Show als seriennahes Modell. Auf dem chinesischen Heimatmarkt kam das dem Smart Forfour äußerlich ähnelnde Fahrzeug schließlich im Mai 2019 auf den Markt. 2022 wurde es eingestellt, da der Hersteller aufgrund des niedrigen Preises trotz guter Verkaufszahlen mit dem Fahrzeug keine Gewinne erzielte.

## Technische Daten
Angetrieben wird der 3,50 m lange Kleinstwagen von einem 35 kW (48 PS) oder 45 kW (61 PS) starken Elektromotor. Ein Lithium-Ionen-Akkumulator mit einem Energieinhalt von bis zu 36 kWh ermöglicht eine Reichweite von bis zu 405 km nach NEFZ. Im Dezember 2021 kamen auch Versionen mit einem Lithium-Eisenphosphat-Akkumulator in den Handel.
|                            | R1                                                                                   | R1                                                                                   | R1                                  |
| -------------------------- | ------------------------------------------------------------------------------------ | ------------------------------------------------------------------------------------ | ----------------------------------- |
| Bauzeitraum                | 05/2019–07/2022                                                                      | 05/2019–07/2022                                                                      | 07/2020–07/2022                     |
| Motorkenndaten             |                                                                                      |                                                                                      |                                     |
| Motorart                   | Elektromotor                                                                         | Elektromotor                                                                         | Elektromotor                        |
| max. Leistung              | 35 kW (48 PS)                                                                        | 35 kW (48 PS)                                                                        | 45 kW (61 PS)                       |
| max. Drehmoment            | 125 Nm                                                                               | 125 Nm                                                                               | 130 Nm                              |
| Kraftübertragung           |                                                                                      |                                                                                      |                                     |
| Antrieb                    | Vorderradantrieb                                                                     | Vorderradantrieb                                                                     | Vorderradantrieb                    |
| Getriebe                   | Festes Übersetzungsverhältnis                                                        | Festes Übersetzungsverhältnis                                                        | Festes Übersetzungsverhältnis       |
| Messwerte                  |                                                                                      |                                                                                      |                                     |
| Höchstgeschwindigkeit      | 102 km/h                                                                             | 102 km/h                                                                             | 102 km/h                            |
| Beschleunigung, 0–100 km/h | 17,1 s                                                                               | 17,1 s                                                                               | k. A.                               |
| Batterie                   | Lithium-Ionen-Akkumulator: 28,5 kWh oder Lithium-Eisenphosphat-Akkumulator: 30,3 kWh | Lithium-Ionen-Akkumulator: 33,0 kWh oder Lithium-Eisenphosphat-Akkumulator: 34,9 kWh | Lithium-Ionen-Akkumulator: 36,0 kWh |
| Reichweite nach NEFZ       | 301 km                                                                               | 351 km                                                                               | 405 km                              |